# Дубингское староство
Дубингское староство — муниципальное образование в составе Молетского района Литвы. Административный центр — местечко Дубингяй. По данным переписи 2011 года, население староства составляло 939 человек, плотность населения — 9,5 чел/км².

## География
Находится в южной части района. Занимает территорию 99 км².

## Населённые пункты
В состав староства входят 69 населённых пунктов. Крупнейшие: Биютишкис, Дубингяй, Цюнишкяй, Муралишкяй, Межоняй, Смайляй.